# Andy García
Andy García (L'Havana, 12 d'abril de 1956) és un actor de cinema cubà-estatunidenc.

## Infància i joventut
L'any 1961 (als cinc anys) la seva família es traslladà a Miami (Florida), on van treballar per sobreviure. Anys més tard, la família aconseguí fundar una companyia de perfums bastant important a la indústria de l'època. García cursà els seus estudis secundaris a l'institut de Miami Beach, on estudià també l'actor Mickey Rourke (1952-). García jugava a l'equip de basquetbol de Miami Beach High School.

## Filmografia

### Com a actor
- 1978: ¿Qué pasa, U.S.A.? - Episodi
- 1979: Archie Bunker's Place - Episodi
- 1981: Hill Street Blues - Episodi
- 1983: For Love and Honor - Episodi pilot
- 1983: Guaguasi
- 1983: A night in heaven
- 1983: Blue skyes again
- 1984: Hill Street Blues - Episodi
- 1984: S'ha escrit un crim - Episodi
- 1984: Brothers (Episodi)
- 1985: Trucada a un reporter (The Mean Season)
- 1985: Alfred Hitchcock Presents - Episodi
- 1986: Foley Square (Episodi)
- 1986: Vuit milions de maneres de morir (8 Million Ways to Die)
- 1987: Els intocables d'Eliot Ness (The Untouchables)
- 1988: Ruleta americana (American Roulette)
- 1988: Clinton and Nadine - Telefilm
- 1988: Lliçons inoblidables (Stand and Deliver)
- 1989: Black Rain
- 1990: Assumptes bruts (Internal Affairs)
- 1990: Sota una altra bandera (A Show of Force)
- 1990: El Padrí III
- 1991: Tornar a morir (Dead Again)
- 1992: Heroi per accident (Hero)
- 1992: Jennifer 8
- 1994: Quan un home estima una dona (When a Man Loves a Woman)
- 1995: Coses per fer a Denver quan ets mort (Things to Do in Denver When You're Dead)
- 1996: La nit cau sobre Manhattan (Night Falls on Manhattan)
- 1997: Caps de la màfia (Hoodlum)
- 1997: The disappearance of García Lorca
- 1998: Desperate Measures
- 1999: Caigut del cel (Just the Ticket)
- 1999: Swing Vote
- 2001: Ocean's Eleven
- 2001: Servei de companyia (The Man from Elysian Fields)
- 2001: The Unsaid
- 2003: Confidence
- 2004: Tomb inesperat (Twisted)
- 2004: Ocean's Twelve
- 2004: Modigliani
- 2005: La ciutat perduda (The Lost City)
- 2005: The Lazarus Child
- 2006: Smokin' Aces
- 2007: Quatre vides (The Air I Breathe)
- 2007: Ocean's thirteen
- 2008: Beverly Hills Chihuahua
- 2008: New York, I love you
- 2009: The Pink Panther 2
- 2009: City Island
- 2009: La linea
- 2010: Across the line
- 2011: 5 dies de guerra
- 2011: Els Simpson - Episodi
- 2012: Cristiada
- 2012: The truth
- 2012: Dora l'exploradora - Episodi
- 2012: Dora's Royal Rescue - Telefilm
- 2013: Open Road
- 2013: At Middleton
- 2013: Christmas in Conway - Telefilm
- 2014: Rob the Mob
- 2014: Doll & Em - Episodi
- 2014: Rio 2
- 2014: Let's Be Cops
- 2014: Kurtlar Vadisi: Pusu - 2 episodis
- 2014: Matar el missatger
- 2016: What About Love
- 2016: Caçafantasmes (Ghostbusters)
- 2018: Mamma Mia! Here We Go Again
- 2019: Against the Clock
- 2019: Modern Love - Episodi

### Com a director
- 1993: Cachao: como su ritmo no hay dos, documental sobre el músic cubà Israel López Cachao.[1]
- 2005: La ciutat perduda (The Lost City)

## Premis

### Oscar
| Any  | Categoria                            | Pel·lícula   | Resultat |
| ---- | ------------------------------------ | ------------ | -------- |
| 1990 | Oscar al millor actor de repartiment | El Padrí III | candidat |

### Globus d'Or
| Any  | Categoria                                           | Pel·lícula                                     | Resultat |
| ---- | --------------------------------------------------- | ---------------------------------------------- | -------- |
| 2000 | Globus d'Or al millor actor de minisèrie o telefilm | For love or country: the Arturo Sandoval story | candidat |
| 1990 | Globus d'Or al millor actor de repartiment          | El Padrí III                                   | candidat |